# Stokely Carmichael
Stokely Carmichael, även känd som Kwame Ture, född 29 juni 1941 i Port of Spain i Trinidad och Tobago, död 15 november 1998 i Conakry i  Guinea, var en trinidadisk-amerikansk svart aktivist, framförallt verksam under 1960-talets amerikanska medborgarrättsrörelse.

## Uppväxt och utbildning
Carmichaels föräldrar emigrerade till USA när han var två år gammal. Han bodde med släktingar tills han 1952 som elvaåring återförenades med sina föräldrar i Harlem i New York. Familjen flyttade snart vidare till Van Nest i östra Bronx. Carmichaels mor Mabel R. Carmichael arbetade som värdinna på en ångbåtslinje. Hans far Adolphus var snickare och taxichaufför. Carmichael studerade först på Bronx High School of Science och senare på Howard University i Washington. Efter att ha tagit examen i filosofi 1964 erbjöds han ett stipendium för att studera vid Harvard, men tackade nej. 
På Howard gick Carmichael med i Nonviolent Action Group (NAG), som var en del av Student Nonviolent Coordinating Committee (SNCC).

## Politiskt liv
Carmichael blev först känd som ledare för Student Nonviolent samordningskommitté (SNCC), men hans militanta uttalanden ledde till att han fick lämna organisationen.

Vid ett tal i Greenwood, Mississippi den 16 juni 1966 skall Carmichael ha myntat frasen Black Power. I talet sa han: 
"Vi har sagt 'frihet' i sex år. Vad vi kommer att börja säga nu är 'Black Power'".
År 1967 utgav Carmichael tillsammans med Charles Hamilton boken Black Power: the politics of liberation of America där han förklarade sin syn på Black Power: 
"Det är en uppmaning till svarta människor i det här landet att förena sig, att erkänna sitt arv, att bygga en känsla av gemenskap. Det är en uppmaning till svarta människor att definiera sina egna mål, att leda sina egna organisationer." 
Under fem månader 1967 turnerade Carmichael i bland annat Kuba, Vietnam, Algeriet, Guinea, Tanzania, Ghana. I slutet av november besökte han Sverige, och den 28 november talade han i universitetsaulan i Uppsala. Inför en fullsatt aula sa han bland annat: 
”Jag är inte för våld, men det kommer en tid när man inte kan ta emot mer förtryck, orättvisor och förödmjukelser och måste slå tillbaka. Min generation vägrar bli förödmjukad på samma sätt som våra föräldrar och förfäder blivit. Vi säger stopp. Och det för all framtid!”
År 1968-1969 intog han en framträdande plats Black Panther Party, men avsade sig medlemskapet efter en schism, varpå han bosatte sig i Afrika, först i Ghana och från 1972 i Guineas huvudstad Conakry. Han upptogs senare som ”hedersstatsminister” i Svarta Pantrarna (Black Panthers). Mellan 1968 och 1979 var han gift med Miriam Makeba.
Carmichael har en framträdande roll i Göran Olssons dokumentär The Black Power Mixtape 1967–1975. Han dog 1998, av prostatacancer.